# Charles Suisse (architecte)
Pour les articles homonymes, voir Charles Suisse et Suisse (homonymie).
Charles Suisse, né le 1er juin 1846 à Paris et mort le 9 août 1906 à Chenôve, est un architecte français.

## Biographie
Charles Louis Suisse est le fils de l'architecte Jean-Philippe Suisse et de Cornélie Fauste Marsuzi de Aguirre, mariés à Paris en 1844.
Il intègre l'école des Beaux Arts de Dijon puis l’école Impériale et Spéciale des beaux-arts de Paris, promotion 1869 et sera élève de Louis-Jules André et d'Alexis Paccard.
Le 11 février 1879, il épouse à Allemant, Aisne, sa cousine Henriette Jeanne Marsuzi de Aguirre (1857-1822), originaire de Bruxelles.
Il devient membre de l'Académie d'architecture en 1888.
Il est nommé Chevalier de la Légion d'honneur en 1899 .
Il meurt à son domicile le 9 août 1906 à Chenôve à l’âge de 60 ans, à la survivance de son épouse.

## Carrière

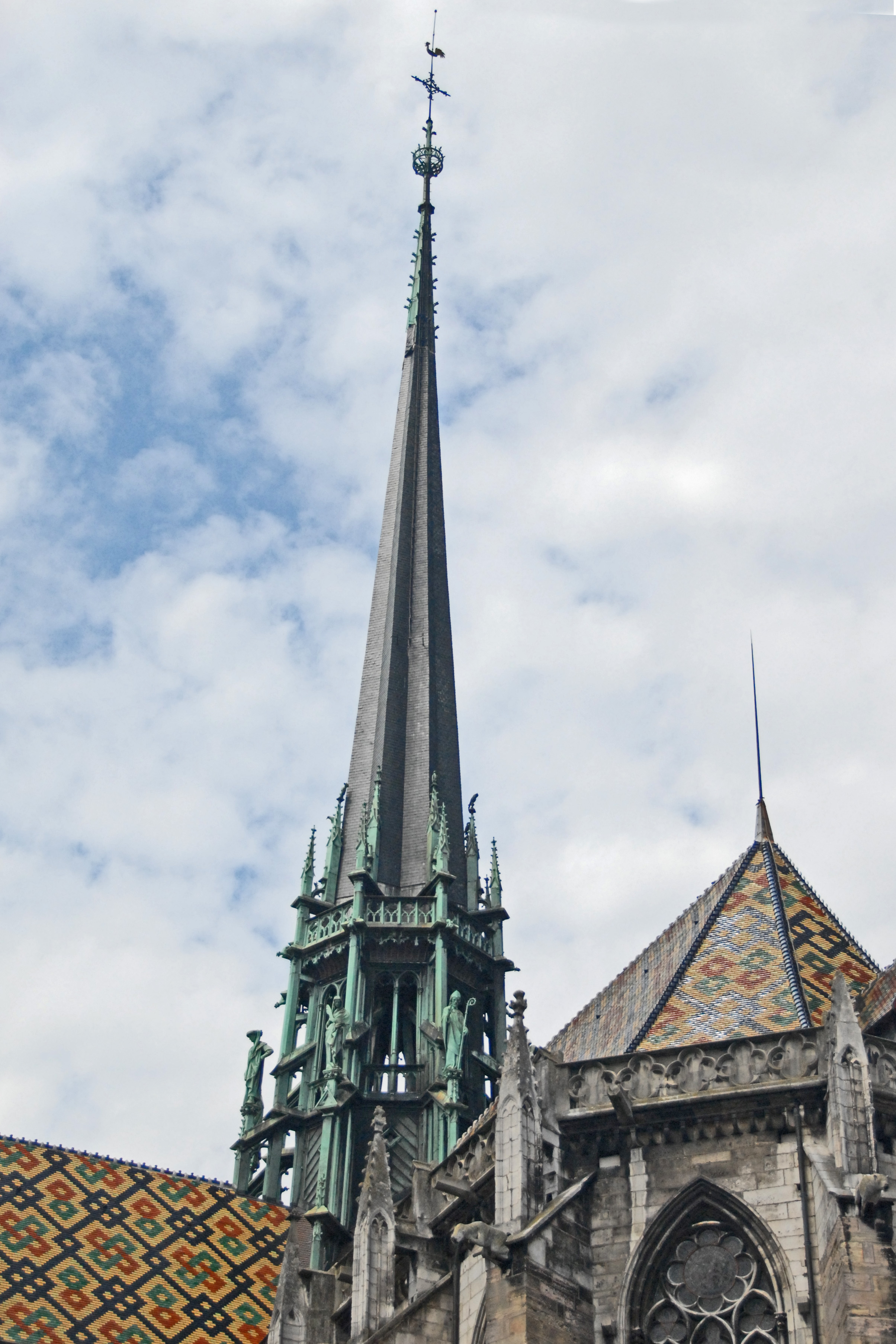
La flèche de la cathédrale Saint-Bénigne de Dijon, œuvre de Charles Suisse.

Charles Suisse se forme à l'École des beaux-arts et est engagé volontaire pendant la guerre de 1870.
D'abord inspecteur des édifices diocésains de Dijon, il est nommé « architecte des édifices diocésains de Dijon » le 8 juin 1876, et attaché à la Commission des monuments historiques en 1885.
Il devient architecte en chef des Monuments historiques le 2 août 1897 chargé de l'arrondissement de Dijon et, en 1898, architecte en chef des monuments historiques de la Savoie et de la Haute-Savoie puis de Beaune, Châtillon-sur-Seine, Saumur, du département de l'Ariège et de l'Isère.
Il réalise en 1893 la réfection de la flèche de la cathédrale Saint-Bénigne de Dijon, dernière en date des grandes flèches de cathédrales françaises du XIXe siècle après Orléans et Paris. Il restaure le château de La Rochepot en complétant l'édifice ruiné dans ses moindres détails, notamment à partir de l'étude qu'il réalise du château contemporain de Châteauneuf-en-Auxois.
Il publie en 1876 un ouvrage intitulé Architecture militaire bourguignonne.
Il a également peint des portraits et des paysages côtiers. Il obtient une médaille de 3e classe au Salon de 1874, de 2e classe au Salon de 1878 et une médaille de 2e classe à l'exposition universelle de 1878. Il participe avec d'autres architectes, à la réalisation du collège et lycée Saint-Joseph, situé au n°39 de la rue du Transvaal à Dijon . Il a été membre de l'académie des sciences, arts et belles-lettres de Dijon. Il est nommé chevalier de la Légion d'honneur en 1898

## Œuvres

### Dijon
- Lycée Saint Joseph, situé au n°39 rue de Transvaal, construit entre 1877 et 1880 (date de 1879 sur facade) avec son confrère parisien Louis Albert Duclos[11],[12].
- Immeuble de style Haussmannien dit "Maison Bélorgey", situé au n°1 de la rue du Docteur Chaussier et à l'angle de la Place Darcy, construit entre 1879-1881[13].
- L'École Saint-François-de-Sales, située au n°5 rue du Lycée, entre 1890 et 1892[14].
- La flèche de la Cathédrale Saint-Bénigne entre 1886 et 1893, lors de la campagne de restauration[15].